# 西根西
西根西（にしねにし）は、茨城県土浦市の町名。現行行政地名は西根西一丁目。郵便番号は300-0848。

## 地理
土浦市の南部に位置する。主に住宅地として利用されている。「関鉄ニュータウンつくば」として開発された。中村西根及び卸町に隣接している。

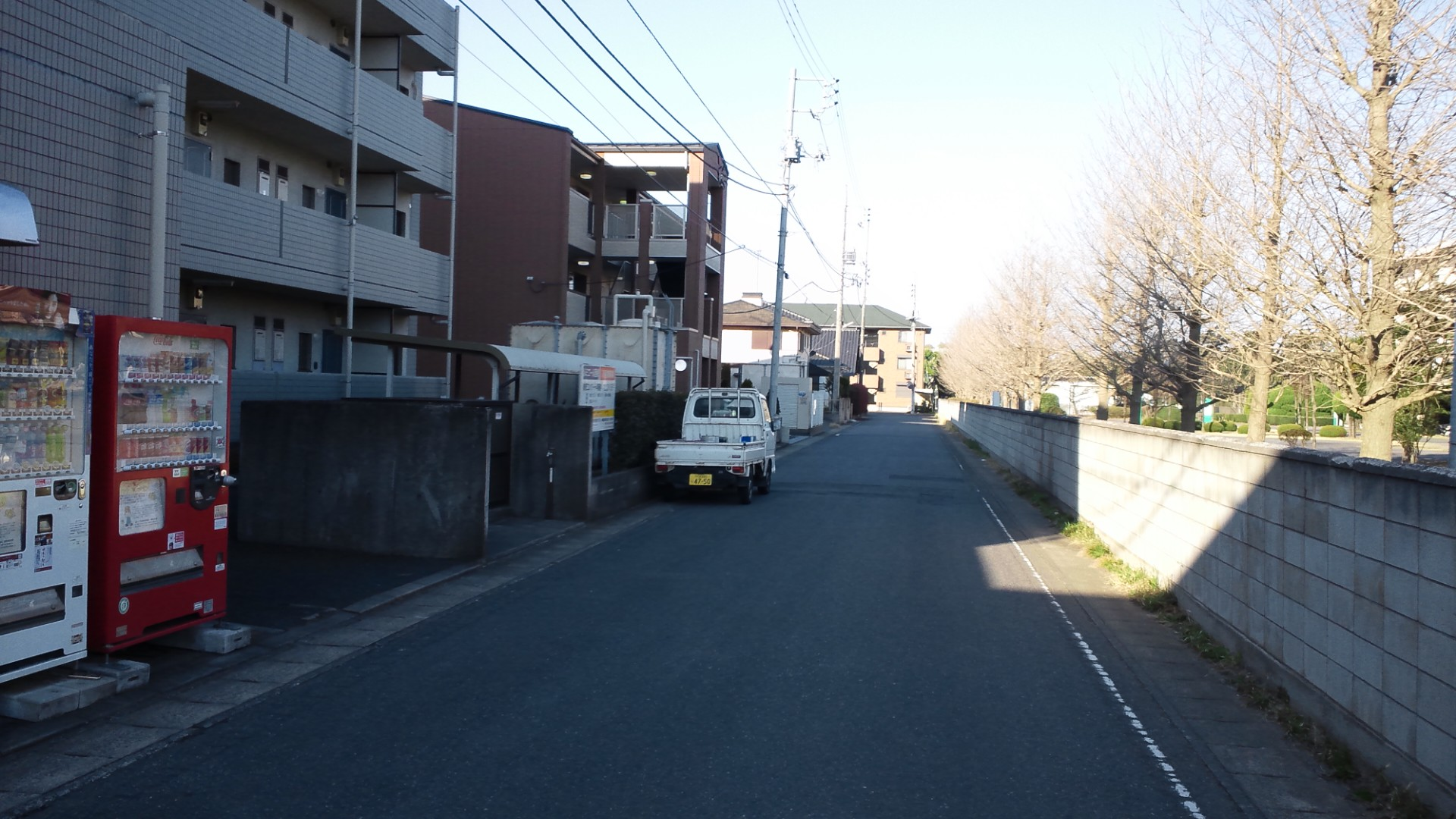
西根西の住宅街
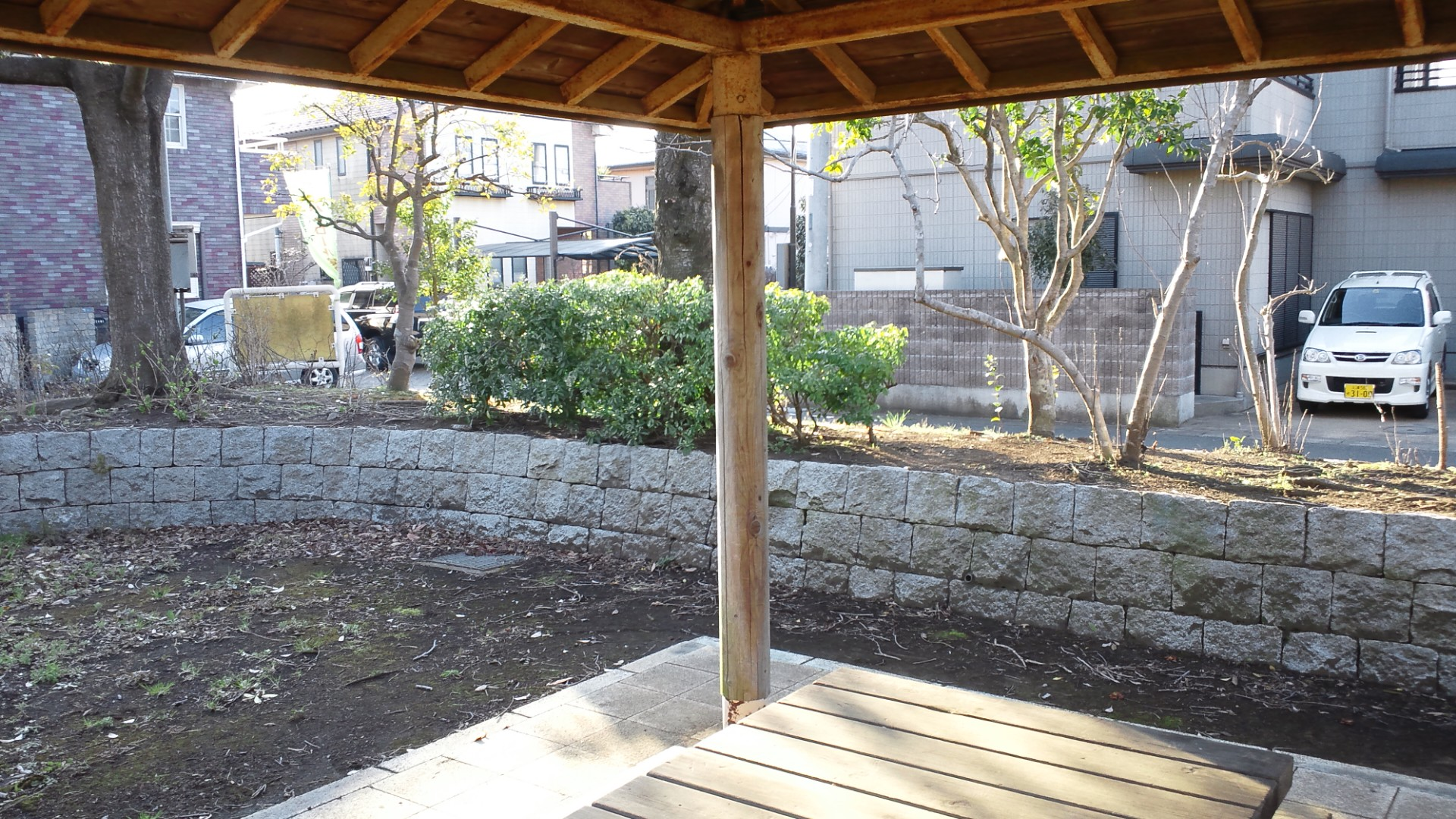
西根西一丁目
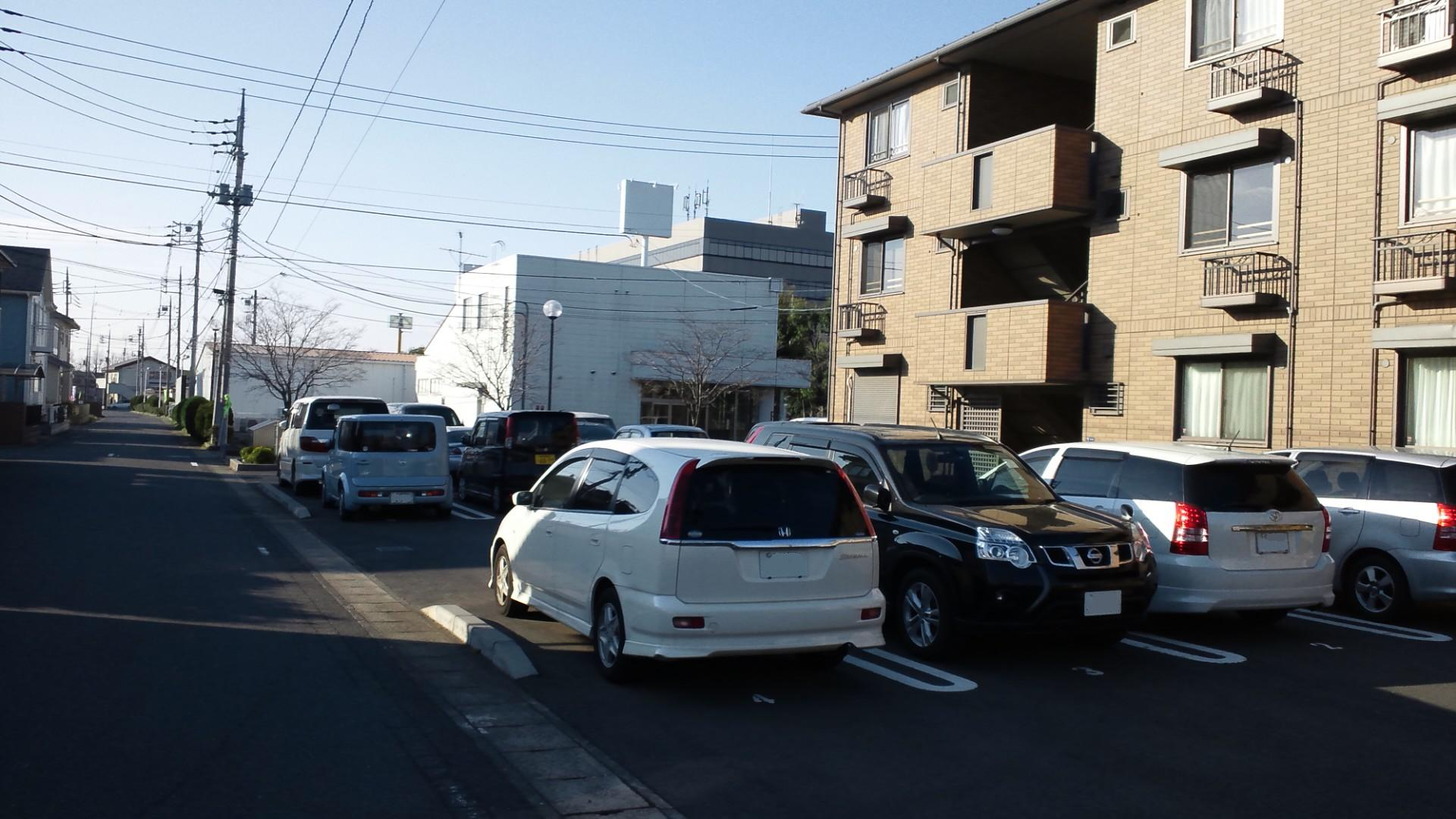
西根西の住宅街(2)

## 歴史
1989年に中村西根の一部から成立。

## 町名の変遷
| 実施後       | 実施年月日 | 実施前   |
| ------------ | ---------- | -------- |
| 西根西一丁目 | 1989年     | 中村西根 |

## 世帯数と人口
2017年（平成29年）8月1日現在の世帯数と人口は以下の通りである。
| 丁目         | 世帯数  | 人口  |
| ------------ | ------- | ----- |
| 西根西一丁目 | 191世帯 | 467人 |

## 交通
南側に学園東大通りと北側に茨城県道201号藤沢荒川沖線が通っている。高速道路では、常磐自動車道桜土浦ICが近隣にある。
関東鉄道の「関鉄ニュータウンつくば」バス停が利用される。

## 施設
- 西根西第一児童公園

## 小・中学校の学区
全域が土浦市立中村小学校、土浦市立土浦第三中学校の学区となっている。